# Křesomysl
Křesomysl je bil peti od sedmih čeških mitskih knezov med (prav tako mitskim) ustanoviteljem dinastije Přemyslidov Přemyslom Oračem in prvim zgodovinskim knezom Bořivojem I. Imena knezov so bila prvič zapisana v Kozmovi Kroniki Čehov in nato prenesena v večino zgodovinskih knjig 19. stoletja, vključno z Zgodovino češkega naroda na Češkem in Moravskem Františka Palackega.
Ena od teorij o številu knezov je podprta s freskami na stenah Rotunde svete Katarine v Znojmu na Moravskem. Anežka Merhautová ji oporeka in trdi, da freske prikazujejo člane dinastije Přemyslidov, vključno z mlajšimi moravskimi knezi.

## Izvor imena
Za Křesomyslovo ime se domneva da izhaja iz staroslovanskih besed  "křesat" - kresati, prižigati ogenj, in "mysl" - misel ali um. 
Záviš Kalandra  je domneval, da so imena sedmih mitskih knezov pozabljena  imena staroslovanskih dni v tednu. Křesomysl je peti dan, latinsko Iovis Dies, posvečen Jupitru. Rimski Jupiter in germanski Thor sta boga groma, zato bi se besedo "křesat" lahko povezalo z  udarom strele. Druga teorija pravi, da so imena knezov pomotoma vzeta iz celovitega, vendar delno prekinjenega staroslovanskega besedila.